# 陆沉
陆沉（1900年—1941年），原名卢斌，又名卢嵩，字吉珊，湖北黄冈人，中国共产党早期领导人，安源工人运动及湖北农民运动领袖。

## 生平
陆沉早年在武昌中华大学中学部读书，其间参加了五四运动。后来，他参加了湖北互助社、利群书社、共存社，参加青年运动。1921年，他到四川泸州川南师范学校教书，并从事宣传活动。1921年冬，陆沉加入中国共产党。1922年4月到1923年4月，他任中国社会主义青年团湖北临时区执委会候补委员。1923年二七大罢工后，他到江西安源，任安源工人补习学校教员、安源路矿工人俱乐部窿外主任、中国社会主义青年团安源地委书记。1924年8月到1925年9月，他任安源路矿工人俱乐部窿外主任、俱乐部总主任。
1924年9月到1926年5月，他任中共武汉地方执行委员会委员。1925年后，他历任黄埔陆军军官学校政治教官、中央农民运动讲习所教员、湖北省农民协会委员长、中华全国农民协会临时执行委员会常委。1926年5月到1927年6月，他任中华全国总工会执行委员会委员。1926年12月到1927年4月，他任中共中央农民运动委员会书记。1926年12月至1927年5月，他任中共湖北区执委会委员，负责农民运动工作。1927年5月，在中国共产党第五次全国代表大会上，他当选为候补中央委员。
中国国民党清党后，1927年9月到10月，他任中共鄂北区特委书记。1927年11月，他被撤销候补中央委员职务。1928年5月到10月，他任中共江西省委书记。1929年，他任职于中共江苏省委和中共顺直省委。同年，他因参加“托陈取消派”而被开除党籍。1930年，他加入托派组织“无产者社”。1935年，他加入中统特务组织 。1936年起，他任国民党胶东特派员。1938年起，他任国民政府鲁东行政公署主任。
1941年，他因国民党内部派系斗争，在山东莱阳被蓝衣社杀害。

## 家庭
陆若冰是陆沉的妹妹。